# آناتولی استپاننکو
آناتولی استپاننکو (انگلیسی: Anatoly Stepanenko؛ زادهٔ ۲۳ اوت ۱۹۴۹) دوچرخه‌سوار اهل اتحاد جماهیر شوروی سوسیالیستی است.